# And in the Darkness, Hearts Aglow
And in the Darkness, Hearts Aglow — пятый студийный альбом американской певицы и автора-исполнителя Уайз Блад, вышедший 5 апреля 2022 года на лейбле Sub Pop. Альбом является вторым в трилогии записей, начавшейся с предыдущего студийного альбома Меринга Titanic Rising (2019), который описывает продолжение как личный ответ «на то, чтобы быть в гуще событий». Пластинка с инди-поп и фолк-рок звучанием была полностью спродюсирована певицей и Джонатаном Радо, а дополнительное продюсирование обеспечили Бен Бэббит и Родайд Макдональд.
Альбом And in the Darkness, Hearts Aglow получил признание критиков и принёс певице первое появление в основном американском хит-параде Billboard 200 и занял десятое месте в рок-чарте Top Alternative Albums (США). Альбом был поддержан четырьмя синглами: «It’s Not Just Me, It’s Everybody», «Grapevine», «God Turn Me into a Flower» и «Children of the Empire». Для продвижения альбома Уайз Блад отправились в концертный тур In Holy Flux Tour в 2023 году.

## Об альбоме

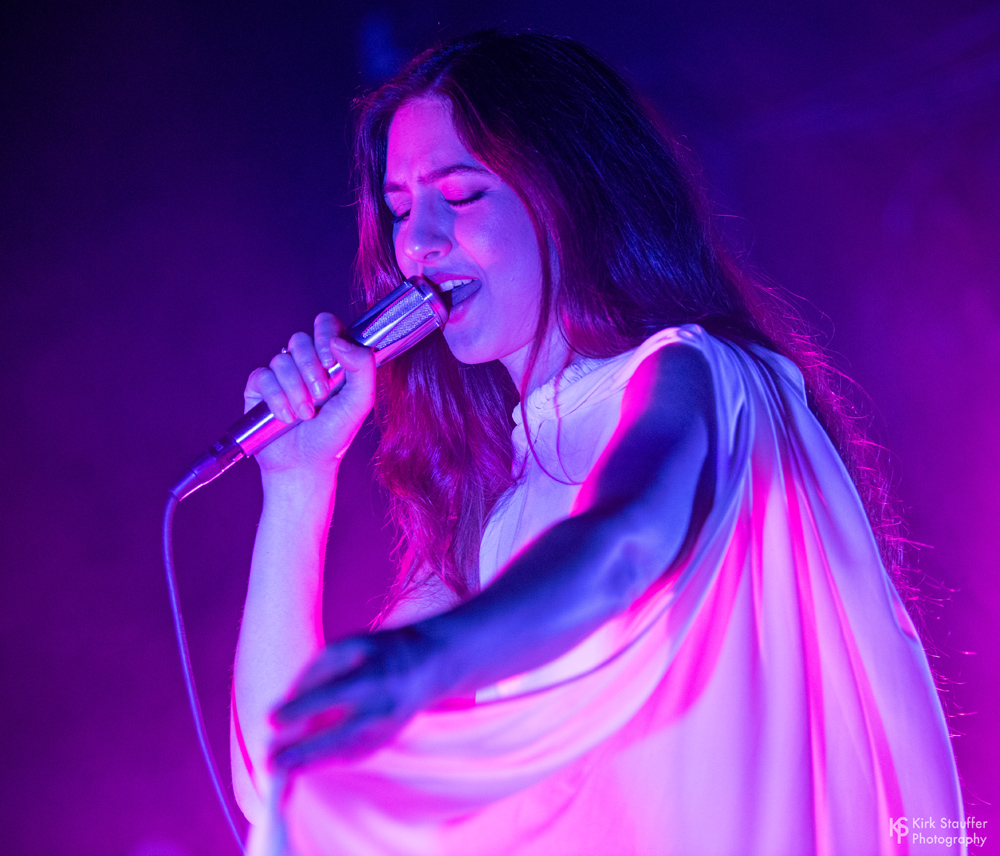
Уайз Блад поёт в Сиэтле в 2023 году

12 сентября 2022 года Натали Меринг официально анонсировала свой пятый студийный альбом And in the Darkness, Hearts Aglow, релиз которого намечен на 18 ноября 2022 года, и в тот же день выпустила лид-сингл «It’s Not Just Me, It’s Everybody». В рамках продвижения альбома она отправилась в турне In Holy Flux Tour по Северной Америке и Европе в 2023 году. Второй сингл, «Grapevine», последовал 11 октября 2022 года. Песня, название которой происходит от участка калифорнийского шоссе, известного как «Виноградная лоза», вдохновлена разрывом Меринг с «самовлюблённым» музыкантом во время пандемии COVID-19. Третий сингл, «God Turn Me into a Flower», был выпущен 16 ноября 2022 года.
Альбом является второй частью трилогии студийных альбомов после альбома 2019 года Titanic Rising. По словам Меринг, Titanic Rising — это «наблюдение, сигнал тревоги о том, что дерьмо идёт вниз», а And in the Darkness, Hearts Aglow — «мой личный ответ на то, что я нахожусь в гуще событий». Первоначальная концепция Меринг для обложки заключалась в том, чтобы придать свету внутри её груди «более инопланетный» вид.

## Отзывы
| Совокупная оценка | Совокупная оценка |
| Источник          | Оценка            |
| ----------------- | ----------------- |
| Metacritic        | 87/100            |
| Оценки критиков   |                   |
| Источник          | Оценка            |
| AllMusic          | [ 11 ]            |
| DIY               | [ 3 ]             |
| Evening Standard  | [ 12 ]            |
| The Independent   | [ 13 ]            |
| The Guardian      | [ 14 ]            |
| NME               | [ 15 ]            |
| Pitchfork         | 8.4/10            |
| Uncut             | 9/10              |
| Telegraph         | [ 18 ]            |
| Under the Radar   | 9/10              |

Альбом получил положительные отзывы музыкальных критиков и интернет-изданий. На сайте Metacritic, который присваивает нормализованную оценку из 100 баллов рецензиям основных критиков, альбом получил средний балл 87 на основе 25 рецензий, что свидетельствует о «всеобщем признании». Редакторы AnyDecentMusic? оценили этот релиз в 8,0 баллов из 10 на основе 24 рецензий. Марк Ричардсон из The Wall Street Journal сравнил альбом с Titanic Rising, предыдущим студийным альбомом Меринга, сказав, что он «легко соответствует своему признанному предшественнику по качеству и масштабу». Пятизвездочная рецензия на NME высоко оценила направление и темы альбома, заявив, что «собственное видение Меринг конца света хитросплетено и богато мелодиями», а также признав, что «очевидное отношение Меринга к сердечным мукам кажется тихо оптимистичным». Алексис Петридис из The Guardian высоко оценил сложность альбома и его музыкальные эксперименты, отметив такие музыкальные вдохновения, как аранжировки в стиле Брайана Уилсона и вокальные интонации Карен Карпентер. Аналогично, четырёхзвёздочная рецензия Хелен Браун в The Independent отметила «хороший диапазон текстур во всех 10 треках» альбома.

### Итоговые списки
| Публикация           | Список                         | Ранг     | Ссылка |
| -------------------- | ------------------------------ | -------- | ------ |
| Crack                | The Top 50 Albums of the Year  | 32       | [ 22 ] |
| Consequence          | Top 50 Albums of 2022          | 37       | [ 23 ] |
| GQ                   | The Best Albums of 2022        | Unranked | [ 24 ] |
| The Line of Best Fit | The Best Albums of 2022 Ranked | 2        | [ 25 ] |
| Mojo                 | Mojo’s Top 75 Albums of 2022   | 14       | [ 26 ] |
| Paste                | The 50 Best Albums of 2022     | 24       | [ 27 ] |
| Pitchfork            | The 50 Best Albums of 2022     | 37       | [ 28 ] |
| Spin                 | The 22 Best Albums of 2022     | 1        | [ 29 ] |
| Stereogum            | The 50 Best Albums of 2022     | 23       | [ 30 ] |
| NME                  | The 50 Best Albums of 2022     | 37       | [ 31 ] |
| Our Culture          | The 50 Best Albums of 2022     | 7        | [ 32 ] |
| The Forty Five       | The Best Albums of 2022        | 9        | [ 33 ] |

## Список композиций
Слова и музыка всех песен — Натали Меринг.
| №                   | Название                           | Аранжировщики             | Длительность |
| ------------------- | ---------------------------------- | ------------------------- | ------------ |
| 1.                  | «It's Not Just Me, It's Everybody» | Ben Babbitt Drew Erickson | 6:16         |
| 2.                  | «Children of the Empire»           | Erickson                  | 6:03         |
| 3.                  | «Grapevine»                        | Erickson                  | 5:25         |
| 4.                  | «God Turn Me into a Flower»        | Babbitt                   | 6:25         |
| 5.                  | «Hearts Aglow»                     | Erickson                  | 5:49         |
| 6.                  | «And in the Darkness»              | Babbitt                   | 0:14         |
| 7.                  | «Twin Flame»                       |                           | 4:22         |
| 8.                  | «In Holy Flux»                     |                           | 1:47         |
| 9.                  | «The Worst Is Done»                | Babbitt                   | 6:00         |
| 10.                 | «A Given Thing»                    |                           | 4:01         |
| Общая длительность: | Общая длительность:                | Общая длительность:       | 46:22        |

## Позиции в чартах

### Еженедельные чарты
| Чарт (2022)                                   | Высшая позиция |
| --------------------------------------------- | -------------- |
| Австралия (ARIA)                              | 8              |
| Австралия Hitseekers Albums (ARIA)            | 2              |
| Бельгия/Фландрия (Ultratop)                   | 96             |
| Нидерланды (Album Top 100)                    | 76             |
| Франция (SNEP)                                | 145            |
| Германия (Offizielle Top 100)                 | 68             |
| Ирландия (IRMA)                               | 82             |
| Новая Зеландия (RMNZ)                         | 30             |
| Португалия (AFP)                              | 46             |
| Шотландия (Scottish Albums Chart)             | 14             |
| Испания (PROMUSICAE)                          | 76             |
| Швейцария (Schweizer Hitparade)               | 90             |
| Великобритания (UK Albums Chart)              | 27             |
| Великобритания (UK Independent Albums Chart)  | 2              |
| США (Billboard 200)                           | 111            |
| США (Billboard Independent Albums)            | 18             |
| США (Billboard Top Heatseekers Albums)        | 1              |
| США (Billboard Top Alternative Albums)        | 10             |
| США (Billboard Top Rock Albums)               | 14             |
| США Top Rock & Alternative Albums (Billboard) | 19             |